# Rezerwat przyrody Kremnický Štós
Rezerwat przyrody Kremnický Štós (słow. Prírodná rezervácia Kremnický Štós) – rezerwat przyrody w Górach Kremnickich na Słowacji, w powiecie Żar nad Hronem w kraju bańskobystrzyckim. Powierzchnia 18,77 ha.

## Położenie
Rezerwat leży w granicach administracyjnych Kremnicy, ok. 1,8 km na południowy wschód od jej centrum. Rozciąga się na wysokości od 710 do 950 m n.p.m. na zachodnich zboczach Kremnickiego Szczytu (1008 m n.p.m.), powyżej drogi z Kremnicy do Nevoľnego i linii kolejowej Horná Štubňa – Hronská Dúbrava.

## Historia
Teren został objęty ochroną w 1953 r. na powierzchni 4,5 ha jako Chránený prírodný výtvor Kremnický štít. Nowelizacja w 1980 r. (rozporządzenie ŠVaU nr 40950/1952) – powołanie rezerwatu przyrody (słow. Štátna prírodná rezervácia, powierzchnia 19,4 ha). Ponowna nowelizacja w 1993 r. (rozporządzenie Ministerstwa Środowiska Naturalnego Republiki Słowackiej nr 83/1993 z 23 marca 1993 r.). W rezerwacie obowiązuje najwyższy, 5. stopień ochrony.

## Cel ochrony
Celem powołania rezerwatu jest ochrona fragmentu zachodnich stoków Kremnickiego Szczytu, które tworzy czoło dawnego pola lawowego, porośniętych obecnie lasem iglastym. Odsłonięte skały andezytowe rozpadają się tu do postaci ścian, ambon i wież, u podnóży których formują się piargi i usypiska kamienne. Znajdują się tu interesujące stanowiska roślinności pionierskiej, w tym mchów i porostów zasiedlających świeże połacie skalne, oraz rzadkich gatunków roślin.
Teren rezerwatu służy badaniom struktur starej rzeźby powulkanicznej oraz erozji i rozpadu skał pochodzenia wulkanicznego.

## Turystyka
Rezerwat jest dostępny turystycznie żółtym  szlakiem wiodącym z centrum Kremnicy na Kremnicki Szczyt, a także specjalną ścieżką dydaktyczną (również z Kremnicy). Ta druga wiedzie obok znanego utworu, jakim jest tzw. Jaskinia Körmendyego (słow. Körmendyho jaskyňa, poza obszarem rezerwatu), ujawniona wskutek wyłamywania bloków andezytu w niewielkim, dawnym kamieniołomie.